# 何泌
何泌（?—?），字季衡、一字鄴夫，贵州贵阳人，清朝政治人物，進士出身。

## 生平
乾隆五十二年（1787年）丁未科進士，三甲二十五名，改翰林院庶吉士，散館授翰林院編修。